# C'est pas la faute à Jacques Cartier

C'est pas la faute à Jacques Cartier est un film québécois réalisé en 1966 par Georges Dufaux et Clément Perron, sorti en 1968.

## Synopsis
Les McIntosh, une famille de touristes américains, débarquent au Québec dans l'intention de visiter La Belle Province. Ils auront pour guide un jeune homme un peu farfelu qui leur fera visiter Montréal depuis un camion de pompiers et découvrir le reste du pays de façon aussi peu conventionnelle. Un peu filou aussi, il a pour but principal de séduire Johanne, 19 ans, la charmante fille du couple McIntosh. Il parviendra à ses fins - du moins jusqu'à l'hiver prochain...

## Fiche technique
- Réalisation, scénario et montage : Georges Dufaux et Clément Perron
- Assistant-réalisateur et co-monteur : Claude Godbout
- Production : Office national du film du Canada
- Directeur de la photographie : Gilles Gascon
- Costumes, maquillage et accessoires : Denis Boucher
- Musique : Paul Baillargeon et Jacques Desrosiers
- Son : André Hourlier
- Animateur : Blake James (en)
- Sortie à la télévision canadienne : 18 février 1968
- Tournage : du 6 septembre 1966 au 26 octobre 1966 au Québec
- Procédé : 16 mm (positif & négatif), couleurs

## Distribution
- Jacques Desrosiers : le guide
- Michèle Chicoine : Johanne McIntosh
- Mary Gay : Mary McIntosh
- Michael Devine : Michael McIntosh
- Paul Buissonneau : le cuistot d'origine française
- Paul Hébert : Ti-Lou, l'antiquaire
- Lisette Gervais

Non crédités
- Denys Arcand
- Georges Dufaux : un policier
- Clément Perron : un policier
- Claude Godbout : l'homme au fusil